# Munich Re
Munich Re (Münchener Rückversicherungs-Gesellschaft Aktiengesellschaft in München, wcześniej w skrócie Münchener Rück) (FWB: WKN, NYSE WKN) jest obecnie największym na świecie reasekuratorem. Posiada 99,64 procent udziałów w kapitale ubezpieczyciela Ergo Group.
Od 1880 roku grupa specjalizuje się w ocenie ryzyka. Jej klientami są w pierwszej kolejności przedsiębiorstwa ubezpieczeniowe; blisko 6 tysięcy podmiotów w 150 krajach.
Specjalizuje się w ubezpieczeniach związanych z:
- klęskami żywiołowymi
- transportem morskim
- wielkimi projektami budowlanymi
- odpowiedzialnością cywilną
- szkodami osobowymi

- Roczny przypis składki: 37,8 mld €
- Kapitał własny: 21,3 mld €
- Lokaty: 175 mld €